# Waldbüttelbrunn
Waldbüttelbrunn är en kommun och ort i Landkreis Würzburg i Regierungsbezirk Unterfranken i förbundslandet Bayern i Tyskland.